# Limnophora nigripennis
Limnophora nigripennis este o specie de muște din genul Limnophora, familia Muscidae, descrisă de Stein în anul 1904. Conform Catalogue of Life specia Limnophora nigripennis nu are subspecii cunoscute.